# Medaglia per il giubileo del 1950
La medaglia per il giubileo del 1950 venne istituita da papa Pio XII nel 1950.
La medaglia venne istituita per commemorare l'apertura dell'anno santo del 1950.

## Insegne
La medaglia consiste in un tondo d'argento o di bronzo (a seconda della classe) riportante sul diritto il volto di Pio XII con stola e zucchetto, rivolto verso sinistra, attorniato dalla legenda "PIVS XII ROMANVS PONTIFEX MAXIMVS". Il rovescio riporta a tutto campo la Porta Santa della Basilica di San Pietro a Roma, a lato della quale sta la scritta "ANNO IUBILAEI MCML". Attorno si trova la scritta: "EGO SVM OSTIVM PER ME SI QVIS INTROIERIT SALVABITVR".
Il nastro era completamente verde.